# Championnat du pays de Galles de football 2022-2023
Navigation
Cymru Premier 2021-2022 Cymru Premier 2023-2024
La saison 2022-2023 de Cymru Premier est la trentième édition du championnat du pays de Galles de football. Le plus haut niveau du football gallois, oppose cette saison douze clubs en une série de trente-huit rencontres jouées à partir du 12 août 2022. Le championnat se déroule en deux phases. Les clubs s'affrontent d'abord en matches aller-retour sur vingt-deux journées dans une poule unique, puis en matches aller-retour sur dix journées en deux poules de six.
Lors de cette saison, le champion The New Saints défend son titre face à onze autres équipes.
Trois places qualificatives pour les compétitions européennes sont attribuées par le biais du championnat : une place en Ligue des champions, et deux en Ligue Europa Conférence pour le vice-champion et le 3e. Une autre place en Ligue Europa Conférence va pour le vainqueur de la coupe du pays de Galles.  Si celui-ci est parmi les trois premiers du championnat, l'accessit pour la Ligue Europa Conférence est donné au 4e. Les deux derniers du championnat sont relégués en deuxième division et sont remplacés par les deux promus de cette même division pour l'édition suivante.
The New Saints remportent leur 15e titre lors de la 27e journée.

## Clubs participants
| \| Aberystwyth Bala Town Caernarfon Town Connah's Quay Newtown TNS Cardiff MU Pen-y-Bont Flint Town Haverfordwest County Airbus UK Pontypridd United \| Localisation des clubs |
| Aberystwyth Bala Town Caernarfon Town Connah's Quay Newtown TNS Cardiff MU Pen-y-Bont Flint Town Haverfordwest County Airbus UK Pontypridd United                              |

| Club                            | Présent depuis | Classement 2021-2022 | Stade                      | Capacité | Ville         |
| ------------------------------- | -------------- | -------------------- | -------------------------- | -------- | ------------- |
| The New Saints                  | 1993           | 1er                  | Park Hall                  | 2 034    | Oswestry      |
| Bala Town                       | 2009           | 2e                   | Maes Tegid (en)            | 3 000    | Bala          |
| Newtown AFC                     | 1992           | 3e                   | Latham Park (en)           | 5 000    | Newtown       |
| Caernarfon Town                 | 2018           | 4e                   | The Oval (en)              | 3 000    | Caernarfon    |
| Flint Town United               | 2020           | 5e                   | Cae-y-Castell              | 1 000    | Flint         |
| Pen-y-Bont                      | 2019           | 6e                   | SDM Glass Stadium          | 1 200    | Bridgend      |
| Cardiff Metropolitan University | 2016           | 7e                   | Cyncoed Campus             | 1 620    | Cardiff       |
| Aberystwyth Town                | 1992           | 8e                   | Park Avenue (en)           | 5 000    | Aberystwyth   |
| Connah's Quay Nomads            | 2012           | 9e                   | Deeside Stadium (en)       | 1 500    | Connah's Quay |
| Haverfordwest County            | 2020           | 10e                  | Bridge Meadow Stadium (en) | 2 100    | Haverfordwest |
| Airbus UK                       | 2022           | 1er (Cymru North)    | The Airfield               | 1 600    | Broughton     |
| Pontypridd United AFC           | 2022           | 1er (Cymru South)    | USW Sports Park            | 1 000    | Pontypridd    |

Légende des couleurs
- Tenant du titre et qualifié pour le 1er tour de qualification de la Ligue des Champions 2022-2023
- Qualifié pour le 1er tour de qualification de la Ligue Europa Conférence 2022-2023
- Promu

## Compétition

### Critères de départage
Le classement est calculé avec le barème de points suivant : une victoire vaut trois points, le match nul un. La défaite ne rapporte aucun point.
1. Nombre de points ;
2. Différence de buts générale ;
3. Buts marqués ;
4. Nombre de matchs gagnés ;

### Déroulement
Le championnat comprend deux phases. Durant la première, qui dure de la 1re à la 22e journée, les douze clubs s'affrontent à deux reprises. Au terme de la 22e journée, deux poules sont créées : la première réunit les clubs classés aux six premières places et la seconde, ceux classés aux six dernières. Au sein de ces poules, les clubs s'affrontent à nouveau à deux reprises, pour un total de trente-deux matches disputés durant la saison. Les clubs qui terminent aux deux dernières places de la deuxième poule sont relégués au terme de la saison.

### Classement général
| Rang | Équipe                  | Pts  | J  | G  | N  | P  | Bp  | Bc  | Diff |
| ---- | ----------------------- | ---- | -- | -- | -- | -- | --- | --- | ---- |
| 1    | The New Saints T C      | 83   | 32 | 26 | 5  | 1  | 111 | 17  | +94  |
| 2    | Connah's Quay Nomads    | 61   | 32 | 17 | 10 | 5  | 45  | 23  | +22  |
| 3    | Pen-y-Bont FC           | 58   | 32 | 16 | 10 | 6  | 51  | 32  | +19  |
| 4    | Cardiff Met             | 52   | 32 | 16 | 4  | 12 | 41  | 49  | -8   |
| 5    | Bala Town L             | 44   | 32 | 12 | 8  | 12 | 51  | 37  | +14  |
| 6    | Newtown AFC             | 41   | 32 | 12 | 5  | 15 | 49  | 56  | -7   |
|      |                         |      |    |    |    |    |     |     |      |
| 7    | Haverfordwest County    | 47   | 32 | 14 | 5  | 13 | 49  | 44  | +5   |
| 8    | Pontypridd United AFC P | 41   | 32 | 12 | 5  | 15 | 41  | 52  | -11  |
| 9    | Caernarfon Town         | 39   | 32 | 12 | 3  | 17 | 51  | 54  | -3   |
| 10   | Aberystwyth Town        | 38   | 32 | 11 | 5  | 16 | 41  | 73  | -32  |
| 11   | Flint Town United       | 35   | 32 | 9  | 8  | 15 | 41  | 53  | -12  |
| 12   | Airbus UK P             | -4-6 | 32 | 0  | 2  | 30 | 18  | 100 | -82  |

Qualifications européennes
Ligue des champions 2023-2024
- 1er : premier tour de qualification

Ligue Europa Conférence 2023-2024
- 2e et 3e : premier tour de qualification

- 4e à 7e : barrages de qualification

Relégation en deuxième division
- 11e et 12e : relégation

Abréviations

### Résultats

#### Première partie de la saison
| Résultats (▼dom., ►ext.)                                   | ABE  | AIR | BAL | CAE | CMU | CQN | FTU | HAV | NTW | PON | PYB | TNS |
| Aberystwyth Town                                           |      | 2-1 | 1-4 | 2-1 | 0-4 | 2-1 | 2-1 | 2-1 | 1-2 | 2-1 | 1-1 | 0-2 |
| Airbus UK                                                  | 1-2  |     | 0-6 | 0-3 | 0-2 | 1-2 | 1-3 | 1-2 | 4-4 | 0-4 | 0-3 | 0-8 |
| Bala Town                                                  | 3-0  | 1-2 |     | 3-0 | 2-0 | 0-0 | 1-0 | 1-1 | 3-0 | 3-0 | 1-1 | 0-5 |
| Caernarfon Town                                            | 2-1  | 3-1 | 1-5 |     | 5-1 | 0-2 | 2-0 | 2-1 | 2-3 | 2-0 | 0-2 | 0-1 |
| Cardiff Met                                                | 2-1  | 3-1 | 1-0 | 0-3 |     | 2-0 | 1-0 | 2-0 | 2-1 | 3-0 | 0-0 | 0-7 |
| Connah's Quay Nomads                                       | 3-0  | 1-0 | 1-0 | 3-3 | 2-0 |     | 2-0 | 1-0 | 3-1 | 1-0 | 2-0 | 1-1 |
| Flint Town United                                          | 1-1  | 1-0 | 1-1 | 2-1 | 1-1 | 0-0 |     | 0-1 | 1-4 | 4-1 | 1-1 | 1-8 |
| Haverfordwest County                                       | 3-1  | 3-0 | 1-4 | 1-0 | 1-0 | 2-1 | 1-1 |     | 2-3 | 1-1 | 2-1 | 1-3 |
| Newtown AFC                                                | 6-1  | 2-1 | 0-2 | 2-1 | 0-1 | 0-0 | 0-2 | 2-0 |     | 4-2 | 2-3 | 0-0 |
| Pontypridd United AFC                                      | 2-1  | 1-0 | 2-1 | 3-1 | 0-1 | 0-5 | 0-1 | 3-2 | 1-4 |     | 0-1 | 0-2 |
| Pen-y-Bont FC                                              | 3-1  | 2-0 | 2-0 | 5-1 | 1-3 | 0-1 | 2-1 | 3-2 | 3-0 | 1-1 |     | 0-0 |
| The New Saints                                             | 11-0 | 7-0 | 3-0 | 3-0 | 4-0 | 2-1 | 6-2 | 3-1 | 4-1 | 2-0 | 1-0 |     |
| - Victoire à domicile - Match nul - Victoire à l'extérieur |      |     |     |     |     |     |     |     |     |     |     |     |

#### Deuxième partie de la saison
Le championnat est divisé en deux ensembles. Les six premiers sont regroupés dans une poule pour déterminer le champion et les six derniers sont rassemblés dans une autre poule qui détermine les deux équipes qui descendent en deuxième division.
| Résultats (▼dom., ►ext.)                                   | BAL | CMU | CQN | NTW | PYB | TNS |
| Bala Town                                                  |     | 0-0 | 1-2 | 1-2 | 0-0 | 0-2 |
| Cardiff Met                                                | 2-1 |     | 0-2 | 0-0 | 2-3 | 3-2 |
| Connah's Quay Nomads                                       | 1-1 | 2-1 |     | 2-0 | 0-0 | 0-0 |
| Newtown AFC                                                | 3-2 | 1-2 | 1-1 |     | 0-1 | 0-5 |
| Pen-y-Bont FC                                              | 2-2 | 2-1 | 1-1 | 2-1 |     | 2-5 |
| The New Saints                                             | 2-1 | 7-1 | 4-1 | 1-0 | 1-1 |     |
| - Victoire à domicile - Match nul - Victoire à l'extérieur |     |     |     |     |     |     |

| Résultats (▼dom., ►ext.)                                   | ABE | AIR | CAE | FTU | HAV | PON |
| Aberystwyth Town                                           |     | 1-1 | 3-2 | 1-0 | 0-1 | 3-3 |
| Airbus UK                                                  | 1-7 |     | 0-2 | 1-3 | 1-4 | 0-3 |
| Caernarfon Town                                            | 0-1 | 4-0 |     | 2-2 | 2-0 | 1-2 |
| Flint Town United                                          | 5-0 | 2-1 | 2-3 |     | 0-2 | 0-0 |
| Haverfordwest County                                       | 1-1 | 4-0 | 2-2 | 3-1 |     | 2-0 |
| Pontypridd United AFC                                      | 1-1 | 4-0 | 1-0 | 3-2 | 2-1 |     |
| - Victoire à domicile - Match nul - Victoire à l'extérieur |     |     |     |     |     |     |

### Barrages de qualification pour la Ligue Europa Conférence
Les équipes classées entre la 4e et la 7e disputent les barrages pour déterminer la dernière équipe galloise qualifiée en Ligue Europa Conférence 2023-2024.

#### Demi-finales
| 5 mai 2023  | Bala Town FC          | 2 - 4   | Newtown AFC                                  | Maes Tegid             |                        |
| 19h45 UTC+1 | George Newell 37e 73e | (1 - 2) | 17e 53e Aaron Williams · 42e 82e Zeli Ismail | Arbitrage : Mark Petch | Arbitrage : Mark Petch |
| 19h45 UTC+1 | Rapport               |         |                                              | Arbitrage : Mark Petch | Arbitrage : Mark Petch |

| 6 mai 2023  | Cardiff Met                              | 0 - 0 ap              | Haverfordwest County AFC              | Cyncoed Campus Stadium  |                         |
| 17h15 UTC+1 |                                          | (0 - 0, 0 - 0, 0 - 0) |                                       | Arbitrage : Thomas Owen | Arbitrage : Thomas Owen |
| 17h15 UTC+1 | Rapport                                  |                       |                                       | Arbitrage : Thomas Owen | Arbitrage : Thomas Owen |
| 17h15 UTC+1 | McCarthy · Rees · Craven · Jones · Veale | Tirs au but 3 - 4     | Rees · Leahy · Davies · Jones · Dugan | Arbitrage : Thomas Owen | Arbitrage : Thomas Owen |

#### Finale
| 13 mai 2023 | Newtown AFC                                       | 1 - 1 ap              | Haverfordwest County                       | Latham Park                    |                                |
| 17h15 UTC+1 | Aaron Williams 38e                                | (1 - 1, 1 - 1, 1 - 1) | 24e Davies                                 | Arbitrage : Bryn Markham-Jones | Arbitrage : Bryn Markham-Jones |
| 17h15 UTC+1 | A.Williams · C.Williams · Roberts · Cowans · Aris | Tirs au but 3 - 4     | Rees · Leahy · Davies · Fawcett · Shephard | Arbitrage : Bryn Markham-Jones | Arbitrage : Bryn Markham-Jones |

## Bilan de la saison
| Championnat du pays de Galles de football 2022-2023                        |                            |
| Champion                                                                   | The New Saints (15e titre) |
| Dauphin                                                                    | Connah's Quay Nomads       |
| Coupes et trophées                                                         |                            |
| Vainqueur de la Coupe du pays de Galles 2022-2023                          | The New Saints             |
| Vainqueur de la Coupe de la Ligue du pays de Galles 2022-2023              | Bala Town FC               |
| Qualifications continentales                                               |                            |
| Ligue des champions de l'UEFA 2023-2024                                    | The New Saints             |
| Ligue Europa Conférence 2023-2024                                          | Connah's Quay Nomads       |
| Ligue Europa Conférence 2023-2024                                          | Pen-y-Bont FC              |
| Ligue Europa Conférence 2023-2024                                          | Haverfordwest County AFC   |
| Promotions et relégations                                                  |                            |
| Promus en Championnat du pays de Galles de football                        | Colwin Bay                 |
| Promus en Championnat du pays de Galles de football                        | Barry Town United FC       |
| Relégués en Championnat du pays de Galles de football de deuxième division | Flint Town FC              |
| Relégués en Championnat du pays de Galles de football de deuxième division | Airbus UK                  |